# Fosfolipáza

Místa na fosfolipidu, na nichž dochází k hydrolýze pomocí fosfolipáz různých typů

Fosfolipáza (PL) je hydrolytický enzym štěpící molekuly fosfolipidů. Dělí se podle toho, jakou vazbu v molekule štěpí:
- Fosfolipáza A1 – odštěpuje acylový zbytek na C1 pozici glycerolového zbytku[1]
- Fosfolipáza A2 – odštěpuje acylový zbytek na C2 pozici glycerolového zbytku[1]
- Fosfolipáza B (lysofosfolipáza) – štěpí lysoglycerofosfolipidy[1]; někdy nebývá vůbec uváděna[3]
- Fosfolipáza C – odštěpuje diacylglycerolový zbytek[3]
- Fosfolipáza D – odštěpuje fosfatidátový zbytek[3]

Fosfolipázy se obecně účastní katabolismu fosfolipidů (např. fosfolipázy A1 a A2), v signalizačních buněčných kaskádách (např. některé fosfolipázy A1, A2, C, D) nebo namátkou při transportu váčků v buňce (fosfolipázy D).